# Отвъд реката, сред дърветата
„Отвъд реката, сред дърветата“ (на английски: Across the River and into the Trees) е роман на американския писател Ърнест Хемингуей, публикуван през 1950 г., след като за първи път е публикуван на порции в „Космополитън“ по-рано същата година. Заглавието произлиза от последните думи на генерала от Конфедерацията по време на гражданската война в САЩ Стоунуол Джаксън: „Нека преминем през реката и да почиваме под сянката на дърветата.“ 
Романът на Хемингуей започва с 50-годишния полковник Ричард Кантуел със сърдечен проблем, лов на патици в Триест, Италия. След това той представя живота му в спомени, като Кантуел мисли за млада венецианка Рената и неговите преживявания през Първата световна война.
По време на пътуване до Италия, малко преди да напише романа, Хемингуей се среща с младата Адриана Иванчич, в която се влюбва и я използва като модел за главната героиня в романа. Централната тема на романа е смъртта. Романът е изграден върху последователни пластове символизъм и както в други творби, Хемингуей използва своя отличителен стил („теорията на айсберга“), където същността се намира под повърхността на сюжета.
Написан в Италия, Куба и Франция в края на 40-те години, той е първият от романите му, който получава отрицателна преса и рецензии. Въпреки това е бестселър в Америка, прекарва 7 седмици начело в списъка на бестселърите на „New York Times“ през 1950 г. и всъщност е единственият роман на Хемингуей, който оглавява списъка.